# Baraolt
Baraolt (en húngaro: Barót) es una ciudad de Rumania en el distrito de Covasna.

## Geografía
Se encuentra a una altitud de 479 m s. n. m. a 225 km de la capital, Bucarest.

## Demografía
Según estimación 2012 contaba con una población de 9 797 habitantes. La mayoría es de origen húngaro.
| 1948 | 1956 | 1966 | 1977  | 1992   | 2002  | 2012  |
| s/d  | s/d  | s/d  | 9 235 | 10 493 | 9 670 | 9 797 |